# Итоа
Итоа (лат. Itoa) — род растений семейства Ивовые (Salicaceae), ранее относимый с семейству Флакуртиевые (Flacourtiaceae).
Род назван в честь японского ботаника Кэйсукэ Ито.
Ареал рода — Китай и Вьетнам.

## Таксоны
- Itoa orientalis Hemsl., 1901
  - Itoa orientalis var. glabrescens C.Y.Wu ex G.S.Fan, 1990
- Itoa stapfii (Koord.) Sleumer, 1934